# Midnight Mutants
Midnight Mutants ("Mutantes da Meia-Noite") é um jogo eletrônico de acção aventuraPE/ação aventuraPB de 1990 para Atari 7800. O jogo é desenvolvido pela Radioactive Software e lançada pela Atari. Junto com o jogo Sentinel, Midnight Mutants foi um dos últimos lançamentos para Atari 7800.
Ultimamente, o console Atari 7800 já estava em desvantagem, devido ao seu acervo de jogos, pois seus jogos lançados estavam perdendo para jogos como Super Mario Bros., Legend of Zelda e Alex Kidd in Miracle World. Em 1989, o console Atari 7800 queria finalizar suas vendas com sucesso, lançando jogos como "Midnight Mutants", Commando e Scrapyard Dog.
Assim como os jogos similares daquela época, Midnight Mutants apresenta um grande ambiente no jogo com muitos locais, uma trilha sonora de fundo, uma batalha contra o chefe e uma introdução animada.

## Sinopse
Em uma noite do dia das bruxas, o avô (conhecido como "Vovô") do jovem Jimmy Harkman foi aprisionado dentro de uma abóbora pelo ressuscitado vilão chamado Dr. Evil, quem está se vingando por ter sido queimado feito bruxo pelo ancestral Jonathan Harkman na noite do dia das bruxas de 1747.
E assim, Jimmy parte em busca de resgatar seu avô. Com o vilão à solta, Jimmy entra em um ambiente pavoroso cheio de criaturas medonhas, como zumbis e lobisomens. E mesmo estando preso em uma abóbora, o avô de Jimmy sempre aconselha o seu neto em suas buscas.

## Jogabilidade
Midnight Mutants é um jogo de acção aventuraPE/ação aventuraPB de movimento de tela tematizado ao Halloween. O jogo apresenta a ter um ponto de vista pseudoisométrica e faturas de um design do ambiente completamente móvel.
No começo do jogo, Jimmy não tem nenhuma força, porém ele acaba ficando mais forte ao decorrer do jogo quando o jogador coleciona os itens.